# Les Cahiers du Grif
Les Cahiers du Grif est un périodique féministe francophone fondé en 1973 par Françoise Collin au sein du Groupe de recherche et d'information féministes (GRIF) à Bruxelles.
C'est une revue thématique qui porte sur les femmes et le genre. On y trouve des dossiers consacrés à la parenté, à l'amour, à la sexualité, au corps et au travail.
La première série (nos  1 à 24) est publiée par le GRIF de 1972 à 1978. Une deuxième série est publiée par le GRIF, du no  25 (1982) au no 28 (1983) puis par les éditions Tierce du no 29 (1985) au no 48 (1993). Un dernier Cahier du Grif a été publié en 1997. Il y a eu aussi des Bulletins des Cahiers du Grif en 1980, 1981 et 1982.
Parmi l'équipe de rédaction, on trouve plusieurs personnalités féministes : Hedwige Peemans-Poullet, Jeanne Vercheval, Geneviève Simon, Jacqueline Aubenas, Eliane Bouquey, Marie-Thérèse Cuvelliez, Marthe Van de Meulebroeck, Marie Denis et Suzanne Van Rokeghem.
En 2023, pour souligner les 50 ans de la revue, un livre est publié par le groupe de recherche « Re-lire les cahiers du GRIF ». Intitulé La première revue féministe francophone, les cahiers du GRIF, l'ouvrage revient sur les 25 années de publications avec des archives et interviews des autrices. La même année, le colloque nommé « Les 50 ans des cahiers du GRIF » a mis en lumière le travail réalisé à l'époque ainsi que la transmission auprès des militantes et chercheuses féministes actuelles.

## Archives
La bibliothèque Marguerite-Durand (13e arrondissement de Paris) en conserve des numéros[réf. nécessaire].